# Soure (freguesia)

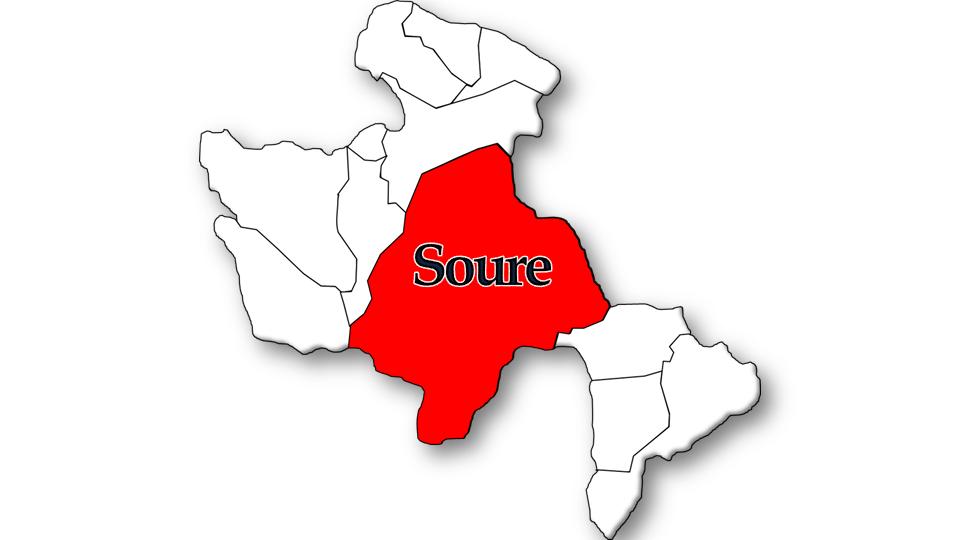
Localização da freguesia no Município de Soure

A Freguesia de Soure é uma freguesia portuguesa do Município de Soure, com 92,21 km² de área e 7466 habitantes (censo de 2021), tendo, por isso, uma densidade populacional de 81 hab./km².

## Demografia
A população registada nos censos foi:
| Distribuição da População por Grupos Etários | Distribuição da População por Grupos Etários | Distribuição da População por Grupos Etários | Distribuição da População por Grupos Etários | Distribuição da População por Grupos Etários |
| -------------------------------------------- | -------------------------------------------- | -------------------------------------------- | -------------------------------------------- | -------------------------------------------- |
| Ano                                          | 0-14 Anos                                    | 15-24 Anos                                   | 25-64 Anos                                   | > 65 Anos                                    |
| 2001                                         | 1100                                         | 1135                                         | 4298                                         | 1926                                         |
| 2011                                         | 995                                          | 711                                          | 4169                                         | 2042                                         |
| 2021                                         | 834                                          | 664                                          | 3584                                         | 2384                                         |

## Património
- Castelo de Soure
- Igreja da Misericórdia de Soure
- Quinta de São Tomé

## Política

### Eleições autárquicas
| Data | %    | M  | %    | M   | %       | M       | %    | M  | %    | M   | %       | M       | %   | M   |
| Data | PS   | PS | PSD  | PSD | APU/CDU | APU/CDU | AD   | AD | PSN  | PSN | PSD-CDS | PSD-CDS | IND | IND |
| ---- | ---- | -- | ---- | --- | ------- | ------- | ---- | -- | ---- | --- | ------- | ------- | --- | --- |
| 1976 | 60,9 | 7  | 22,9 | 3   | 8,0     | 1       |      |    |      |     |         |         |     |     |
| 1979 | 73,7 | 14 | AD   | AD  | 5,3     | 1       | 21,1 | 4  |      |     |         |         |     |     |
| 1982 | 70,0 | 15 | 15,4 | 3   | 9,2     | 1       |      |    |      |     |         |         |     |     |
| 1985 | 61,0 | 8  | 24,5 | 4   | 9,7     | 1       |      |    |      |     |         |         |     |     |
| 1989 | 51,1 | 7  | 22,7 | 3   | 21,4    | 3       |      |    |      |     |         |         |     |     |
| 1993 | 24,5 | 3  | 33,4 | 5   | 4,8     | -       | 33,5 | 5  |      |     |         |         |     |     |
| 1997 | 29,5 | 4  | 63,3 | 9   | 3,3     | -       |      |    |      |     |         |         |     |     |
| 2001 | 37,9 | 6  | 53,8 | 7   | 3,9     | -       |      |    |      |     |         |         |     |     |
| 2005 | 43,4 | 6  | 31,0 | 4   | 20,4    | 3       |      |    |      |     |         |         |     |     |
| 2009 | 47,8 | 7  | 30,1 | 5   | 12,0    | 1       |      |    |      |     |         |         |     |     |
| 2013 | 36,7 | 6  |      |     | 10,5    | 1       | 34,8 | 5  | 11,6 | 1   |         |         |     |     |
| 2017 |      |    | 24,9 | 4   |         |         | 60,8 | 9  |      |     |         |         |     |     |